# Pranzo degli agricoltori
Il pranzo degli agricoltori è un dipinto a olio su tela (96x112 cm) realizzato nel 1618 circa dal pittore Diego Velázquez. È conservato nel Museo di belle arti (Budapest).